# Атамант
Вижте пояснителната страница за други значения на Атамант.
Атамант в древногръцката митология е цар на Ормения в Беотия.
Женен е първо за богинята Нефела от която има близнаците Фрикс и Хела. По-късно се развежда с нея и се жени за Ино, дъщерята на Кадъм. От нея също има 2 деца – Леарх и Меликерт. След като решава, че Ино е мъртва се жени за Темисто. По-късно в пристъп на безумие убива сина си Леарх.